# 我新駅
我新駅（アシンえき）は、大韓民国京畿道楊平郡玉泉面にある、韓国鉄道公社（KORAIL）の駅。
乗り入れている路線は線路名称上は中央線であるが、当駅には広域電鉄の京義・中央線電車のみが停車する。駅番号は「K133」。

## 歴史
- 1959年4月1日 - 開業。
- 2008年9月1日 - 旅客列車の客扱いを中止。
- 2009年12月23日 - 中央電鉄線の駅が開業し、旅客営業を再開。
- 2014年12月27日 - 京義電鉄線（龍山線）が孔徳駅から龍山駅まで開通し、中央電鉄線と直通を開始。同時に双方の路線名を「首都圏電鉄京義・中央線」とする。

## 駅構造
島式ホーム2面4線の地上駅。

## 利用状況
近年の一日平均利用人員推移は下記のとおり。
なお、2009年は開業日の12月23日から12月31日までの9日間の平均である。
| 路線         | 路線     | 2000年 | 2001年 | 2002年 | 2003年 | 2004年 | 2005年 | 2006年 | 2007年 | 2008年 | 2009年 | 出典  |
| ------------ | -------- | ------ | ------ | ------ | ------ | ------ | ------ | ------ | ------ | ------ | ------ | ----- |
| 京義・中央線 | 乗車人員 | 未開業 | 未開業 | 未開業 | 未開業 | 未開業 | 未開業 | 未開業 | 未開業 | 未開業 | 437    | [ 1 ] |
| 京義・中央線 | 降車人員 | 未開業 | 未開業 | 未開業 | 未開業 | 未開業 | 未開業 | 未開業 | 未開業 | 未開業 | 418    | [ 1 ] |
| 路線         | 路線     | 2010年 | 2011年 | 2012年 | 2013年 | 2014年 | 2015年 | 2016年 | 2017年 | 2018年 | 2019年 | 出典  |
| 京義・中央線 | 乗車人員 | 584    | 688    | 757    | 800    | 868    | 885    | 900    | 825    | 753    | 724    | [ 1 ] |
| 京義・中央線 | 降車人員 | 569    | 692    | 769    | 823    | 890    | 899    | 904    | 828    | 754    | 732    | [ 1 ] |
| 路線         | 路線     | 2020年 | 2021年 | 2022年 | 2023年 |        |        |        |        |        |        |       |
| 京義・中央線 | 乗車人員 | 488    | 509    | 570    | 610    |        |        |        |        |        |        |       |
| 京義・中央線 | 降車人員 | 486    | 513    | 570    | 605    |        |        |        |        |        |        |       |

## 駅周辺
- アセア連合神学大学校（朝鮮語版）
- 中部内陸高速道路楊平IC（朝鮮語版）
- 南漢江

## 隣の駅
韓国鉄道公社
 京義・中央線
急行
通過
緩行 
菊秀駅 (K132) - 我新駅 (K133) - 梧浜駅 (K134)